# كيفن ناغي
كيفن ناغي (11 سبتمبر 1995 في المجر - ) (بالمجرية: Nagy, Kevin Zsolt)‏ هو لاعب كرة قدم مجري في مركز الوسط. لعب مع نادي دبرتسني وHajdúböszörményi TE ‏ وBalmazújvárosi FC ‏.

## وصلات خارجية
- كيفن ناغي على موقع اتحاد المجر (الهنغارية)
- كيفن ناغي على موقع قاعدة بيانات كرة القدم.إي يو (الإنجليزية)
- كيفن ناغي على موقع Soccerway.com (الإنجليزية)